# 卡爾皮主教座堂

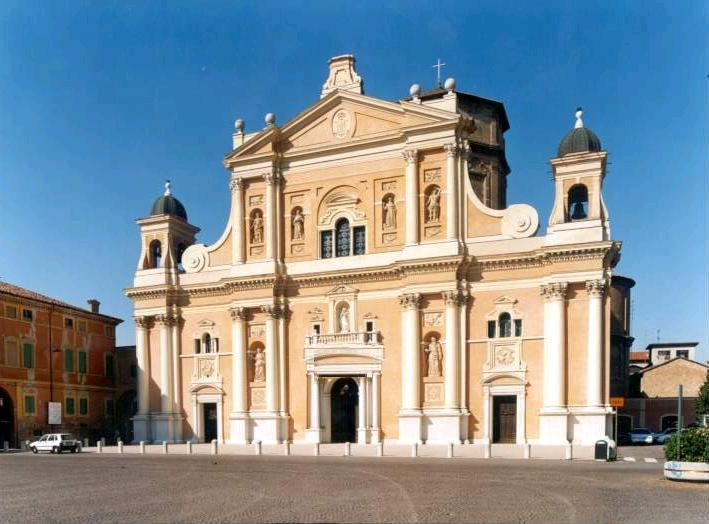
卡爾皮主教座堂

卡爾皮主教座堂（義大利語：Duomo di Carpi; Basilica cattedrale di Santa Maria Assunta）是意大利艾米利亞-羅馬涅大區城市卡爾皮的一座羅馬天主教的主教座堂，奉獻給聖母升天。這座教堂是天主教卡爾皮教區的主教座堂。1979年，卡爾皮主教座堂獲得小聖殿的地位。

## 外部連結
维基共享资源上的相關多媒體資源：Carpi Cathedral
44°47′06″N 10°53′11″E / 44.78496°N 10.88626°E